# Kisumu County
Kisumu County is een county en voormalig Keniaans district in de provincie Nyanza. Het district telt 504.359 inwoners (1999) en heeft een bevolkingsdichtheid van 549 inw/km². Ongeveer 13,9% van de bevolking leeft onder de armoedegrens en ongeveer 63% van de huishoudens heeft beschikking over elektriciteit.